# Aspidiphorus sakaii
Aspidiphorus sakaii es una especie de coleóptero de la familia Sphindidae.

## Distribución geográfica
Habita en Japón.